# Alexander Kačaniklić
Alexander „Alex“ Kačaniklić (* 13. August 1991 in Helsingborg) ist ein ehemaliger schwedischer Fußballspieler. Der Mittelfeldspieler, der 2012 in der schwedischen Nationalmannschaft debütiert hatte, spielte in England, Dänemark, Frankreich, Kroatien und auf Zypern.

## Werdegang

### Verein
Kačaniklić spielte in der Jugend bei Helsingborgs IF und gehörte 2006 in der schwedischen U-15-Schülernationalmannschaft an der Seite von Robin Söder, Viktor Lundberg, Dejan Garača und seinem Vereinskameraden Sebastian Carlsén zu den ersten Auswahlspieler seines Jahrgangs. In den folgenden Jahren gehörte er regelmäßig zu den schwedischen Auswahlspielern. Im Juli 2007 wechselte er in die Jugendakademie des seinerzeitigen englischen Rekordmeisters FC Liverpool, nachdem er im April in zwei Testspielen – beim 6:0-Erfolg über den Nachwuchs der Blackburn Rovers bereitete er die ersten drei Tore vor – überzeugt hatte. Zwei Jahre später erreichte er mit der Nachwuchsmannschaft des Klubs an der Seite von Spielern wie Lauri Dalla Valle, Christopher Buchtmann, Daniel Sánchez Ayala und Jack Robinson die Endspiele um den FA Youth Cup, die von Hughie McAuley betreute Mannschaft zog jedoch gegen den Nachwuchs des FC Arsenal mit zwei Niederlagen den Kürzeren. Bei der 1:4-Hinspielniederlage hatte der Schwede mit dem zwischenzeitlichen 1:2-Anschlusstreffer den Ehrentreffer für die Liverpooler erzielt.
Im Sommer 2010 war Kačaniklić Teil des Wechsels von Paul Konchesky vom FC Fulham zum FC Liverpool und ging gemeinsam mit Lauri Dalla Valle zu den „Cottagers“. Dort spielte er zunächst hauptsächlich in der Reservemannschaft des Klubs und saß nur vereinzelt bei der Profimannschaft auf der Ersatzbank. Ende Januar 2012 wechselte er schließlich als Leihspieler zum FC Watford in die zweitklassige Football League Championship. Dort überzeugte er und wurde nach zwölf Spieleinsätzen mit einem Torerfolg am 27. März frühzeitig – die ursprüngliche Leihvereinbarung sah eine Frist bis zum Saisonende vor – zurückbeordert. Trainer Martin Jol setzte ihn direkt beim folgenden Ligaspiel gegen Norwich City ein, als er in der 35. Spielminute den verletzten Pawel Wiktorowitsch Pogrebnjak ersetzte.
Am 1. März 2013 wechselte Kačaniklić auf Leihbasis bis Saisonende zum Zweitligisten FC Burnley. Bereits am folgenden Tag bestritt er sein erstes Spiel für den Klub, als er beim 1:0-Auswärtserfolg bei Charlton Athletic durch ein Tor von Charlie Austin in der Startformation stand.
Nach dem Abstieg des FC Fulham in die Football League Championship verlängerte Kačaniklić seinen Vertrag bis zum 30. Juni 2016 und wurde bis zum Ende der Saison 2014/15 an den FC Kopenhagen ausgeliehen. Zum Jahresende wurde die Leihe per Vertragsoption beendet und Kačaniklić kehrte nach Fulham zurück.
2016 folgte dann der Wechsel zum FC Nantes in die Ligue 1. Dort kam er jedoch nur in seiner ersten Spielzeit häufiger zum Einsatz, anschließend war er lange Zeit nur zweite Wahl. Ende Dezember 2018 lösten Verein und Spieler „in gegenseitigem Einvernehmen“ den laufenden Vertrag auf. Kurze Zeit vereinslos kehrte er nach Schweden zurück und unterzeichnete im Februar 2019 einen Vertrag beim Stockholmer Klub Hammarby IF. Dort absolvierte er insgesamt 48 Ligaspiele und erzielte 14 Tore.
Im Februar 2021 wechselte Kačaniklić zum kroatischen Erstligisten Hajduk Split.
Im Sommer 2022 schloss er sich dem zyprischen Erstligisten AEL Limassol an. Aufgrund wiederkehrender Verletzungsprobleme kam Kačaniklić in seiner Zeit beim Klub lediglich auf 14 Einsätze. Obwohl sein Vertrag ursprünglich bis Mai 2025 lief, wurde dieser vorzeitig aufgelöst. Im April 2025 verkündete er über Instagram seinen Abschied.

### Nationalmannschaft
Im Mai 2012 wurde Kačaniklić erstmals in die schwedische U-21-Auswahl für die Qualifikationsspiele zur in Israel stattfindenden U-21-Europameisterschaft 2013, musste jedoch verletzungsbedingt absagen. Im Juli verlängerte der Nachwuchsspieler seinen Vertrag bei seinem Klub um zwei Jahre inklusive Option für eine weitere Spielzeit. Am 7. August wurde er von den Auswahltrainern Håkan Ericson und Tommy Söderberg erneut für die U-21-Mannschaft nominiert. Vier Tage später holte ihn jedoch Erik Hamrén für den verletzten Emir Bajrami in den Kader der A-Nationalmannschaft, die sich mit Brasilien maß. Bei der 0:3-Niederlage im letzten Länderspiel im Råsundastadion kam er als Einwechselspieler zu seinem Nationalmannschaftsdebüt. Kačaniklić erzielte am 12. Oktober 2012 sein erstes Tor für die Nationalelf, als er im WM-Qualifikationsspiel in Tórshavn gegen die Färöer in der 62. Minute eingewechselt wurde und drei Minuten danach den Treffer zum 1:1 markierte. Schweden gewann das Spiel am Ende mit 2:1. Vier Tage später spielte Kacaniklic ebenso beim 4:4-Unentschieden im WM-Qualifikationsspiel gegen Deutschland. Beim Stande von 0:3 wurde Kačaniklić zu Beginn der zweiten Halbzeit für Samuel Holmén eingewechselt, um in der 76. Minute die Vorlage zum 3:4-Anschlusstreffer durch Johan Elmander zu geben.